# Arboretum w Lądku-Zdroju
Arboretum w Lądku-Zdroju im. Mieczysława Wilczkiewicza – ogród dendrologiczny znajdujący się w Lądku-Zdroju, który zajmuje powierzchnię 2,03 ha. 
Utrzymane jest w charakterze spacerowego parku z ławkami, ścieżkami i mostkami. Spośród innych tego typu ogrodów wyróżnia się naturalnością i niewielką ingerencją w leśny ekosystem. 

## Położenie
Leży na terenie Gminnych Lasów Uzdrowiskowych w niewielkiej dolince potoku Jadwiżanka, spływającego niewielką doliną między Trojakiem a Królówką. Geograficznie leży na obszarze Gór Złotych (Sudety Wschodnie), na wysokości 475–500 m n.p.m., 50°20' N i 16°54' E. Jest najwyżej położonym arboretum w Polsce.

## Kolekcja
Posadzono tu bogatą kolekcję drzew i krzewów, gatunków iglastych i liściastych, w tym sporą liczbę różaneczników (kwitnące na przełomie wiosny i lata). Stanowi miłe miejsce do spacerów i kontemplacji przyrody. Położone jest zaledwie kilkanaście minut drogi od centralnej części uzdrowiska Lądek-Zdrój, w zacisznym i słonecznym miejscu.

## Powstanie
Założone zostało z inicjatywy Mieczysława Wilczkiewicza (1913-1994). Nad potokiem Jadwiżanka, na terenie lasów komunalnych, w 1972 r. wydzielono początkowo obszar o powierzchni 0,64 ha. W 1973 r. powiększono go o 1,39 ha usuwając starodrzew świerkowy, pozostawiając jedynie kilkusetletnie drzewa o charakterze pomnikowym – dęby, buki, sosny i jodły. Do 1976 r. posadzono tu aż 251 gatunków drzew i krzewów, w tym 319 egzemplarzy iglastych i 674 liściastych. Przy pracach pomagała młodzież szkolna i mieszkańcy Lądka. Ostatnia przeprowadzona inwentaryzacja w 1997 r. wykazała istnienie już tylko 150 gatunków drzew i krzewów.

## Udostępnianie
Arboretum jest udostępnione do zwiedzania od maja do końca października, we wszystkie dni tygodnia oprócz poniedziałków. Otwarte jest w godzinach 10.00-18.00. Od lipca 2018 roku udostępnione jest nocne zwiedzanie, które odbywa się w świetle kolorowych lamp oświetlających wspaniałe gatunki drzew i krzewów. Wstęp jest płatny. Arboretum położone jest w zdrojowej części Lądka, na samym końcu spacerowej ulicy Moniuszki. Najłatwiej trafić tam idąc spod Zakładu Przyrodoleczniczego "Jerzy" ulicą Kościuszki, w kierunku wylotowym do Stronia Śląskiego. Pierwsza ulica w lewo (po ok. 100 m) będzie ulicą Moniuszki; skręcamy w nią. Mijamy najpierw parking, później Stawy Biskupie i "oślą łączkę". Aleja kasztanowców wprowadza nas do lasu. Po lewej miniemy ostatnie zabudowania, by po dalszych 100 m dotrzeć do ogrodzenia arboretum.